# عفاور (الطويلة)

تعديل مصدري - تعديل

عفاور هي إحدى قرى عزلة الضلاع الاسفل بمديرية الطويلة التابعة لمحافظة المحويت، بلغ تعداد سكانها 71 نسمة حسب تعداد اليمن لعام 2004.